# Big Dogz
Big Dogz je 22. album skotské rockové skupiny Nazareth, vydané v dubnu roku 2011. Album bylo nahráno ve studiu Sono nedaleko Prahy.

## Seznam skladeb
Všechny skladby napsali Nazareth.
| Pořadí | Název                                    | Délka |
| ------ | ---------------------------------------- | ----- |
| 1.     | Big Dog's Gonna Howl                     | 3:58  |
| 2.     | Claimed                                  | 3:55  |
| 3.     | No Mean Monster                          | 5:01  |
| 4.     | When Jesus Comes To Save The World Again | 6:24  |
| 5.     | Radio                                    | 4:17  |
| 6.     | Time And Tide                            | 7:20  |
| 7.     | Lifeboat                                 | 4:58  |
| 8.     | The Toast                                | 3:59  |
| 9.     | Watch Your Back                          | 4:32  |
| 10.    | Butterfly                                | 5:30  |
| 11.    | Sleeptalker                              | 5:45  |

## Sestava
Nazareth
- Pete Agnew – baskytara, doprovodný zpěv
- Dan McCafferty – zpěv
- Jimmy Murrison – kytara
- Lee Agnew – bicí

Hosté
- Pavel Bohatý – piáno (10)
- Yann Roullier –  tamburína (7)[1]